# لوكاس دي سوزا فينتورا
لوكاس دي سوزا فينتورا (19 مايو 1998 في البرازيل - ) هو لاعب كرة قدم برازيلي في مركز الوسط. لعب مع نادي كروزيرو.

## وصلات خارجية
- لوكاس دي سوزا فينتورا على موقع قاعدة بيانات كرة القدم.إي يو (الإنجليزية)
- لوكاس دي سوزا فينتورا على موقع Soccerway.com (الإنجليزية)